# Daiki Arioka
Daiki Arioka (有岡 大貴 Arioka Daiki, 15 de abril de 1991) es un actor y cantante japonés,  miembro de Hey! Say! JUMP. Está bajo la dirección de Johnny & Associates. 
Nació en la ciudad de Chiba , Prefectura de Chiba.
Su comida favorita es el Omurice, sus colores favoritos son el naranja y el rojo, tiene una perforación en la oreja izquierda, es hermoso, todas lo aman, odia la mayonesa, mide 1.64 y quisiera ser más alto.

## Apariciones
TV Dramas
- Hyakujuu Sentai Gaoranger (TV Asahi, 2001) como Futaro
- Saigo no Bengonin (NTV, 2003, ep2)
- Engine (Fuji TV, 2005) como Toru Sonobe
- Scrap Teacher (NTV, 2008) como Sugizou Irie
- Sensei wa Erai! (NTV, 2008) como Rin Takekura

Programas de variedades
- Shōnen Club
- Ya-Ya-yah
- Hyakushiki
- Yan Yan JUMP

Apariciones TV
- Tensai wo Tsukuru! Galileo Nouken (TV Asahi)
- Gurunai (con Hikaru Yaotome, NTV, 5 de agosto de 2010)
- Waratte Iitomo! (con Kota Yabu y Hikaru Yaotome, Fuji TV, 15 de diciembre de 2010)

Películas
- Jam Films 2: Fastener (2004)

- Datos: Q26780